# Засипаний снігом
«Засипаний снігом» (англ. Snowbound) — американська кінокомедія режисера Філа Голдстоуна 1927 року.

## У ролях
- Бетті Блайт — Джулія Баррі
- Лілліен Річ — Еліс Блейк
- Роберт Егнью — Пітер Фолі
- Джордж Фосетт — дядько Тім Фолі
- Марта Меттокс — тітка Амелія Фолі
- Гарольд Гудвін — Джо Бейрд
- Гвінн «Біг бой» Вільямс — Білл Морган
- Пет Гермон — містер Паркер
- Вільям А. Керролл — суддя Воткінс
- Дороті Волперт — покоївка